# 义县站
义县站是一个锦承铁路和新义铁路上的铁路车站，位于辽宁省锦州市义县义州镇，目前为三等站，邮政编码为121100。目前客运：办理旅客乘降；行李、包裹托运；货运：办理整车、零担、集装箱货物发到；办理整车货物承运前保管。

## 历史

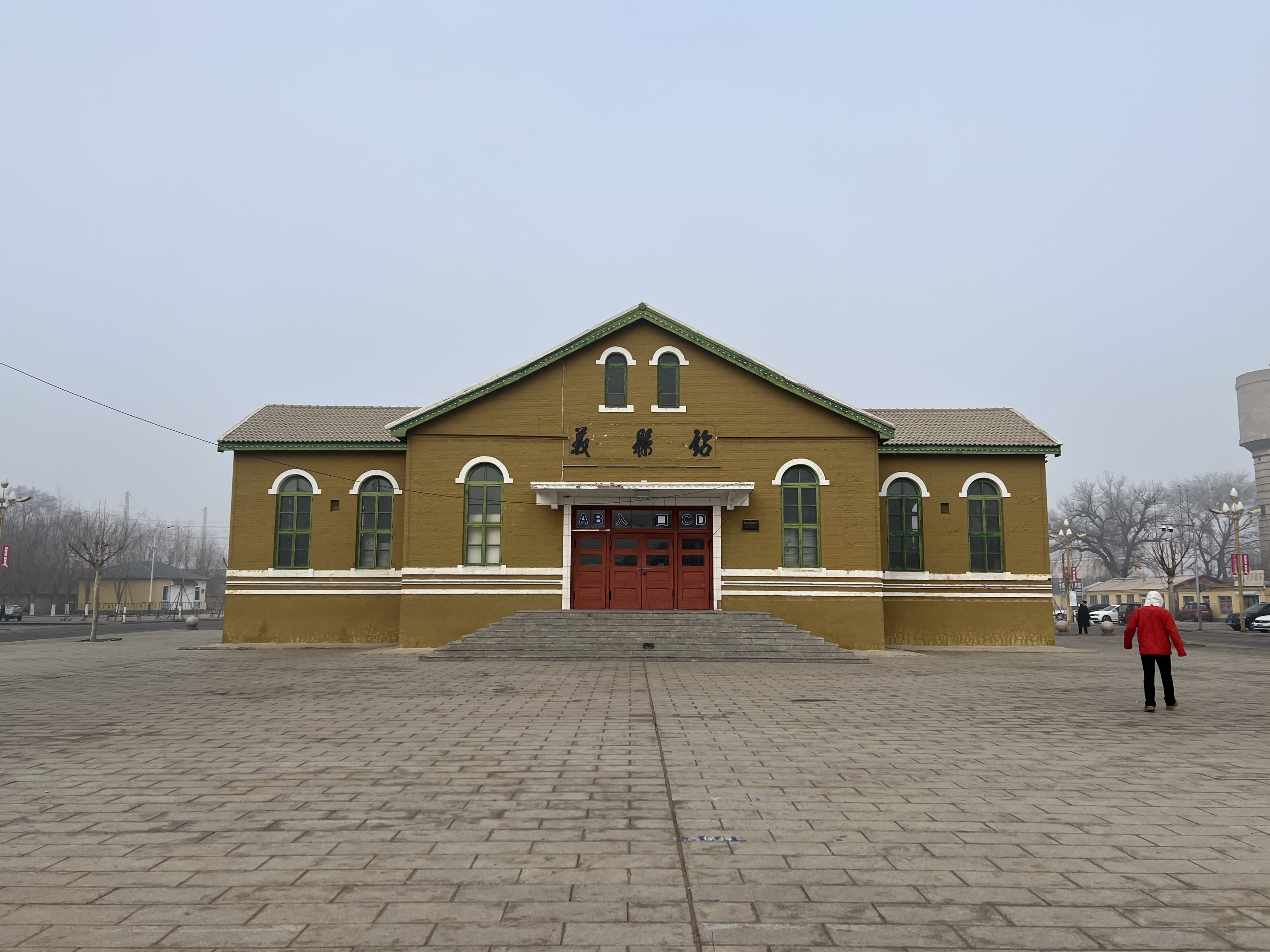
义县站老站房（摄于2024年3月）

义县站于1921年12月10日建成通车，初代站址位于六里甸子。站内设有4条线路、一座站房、一座给水塔及两架信号机。目前原址已无历史痕迹。1936年新义铁路建成通车，使得车站客货运业务量大大增长。1937年10月，车站搬迁至位于南关的现址，新车站站房建筑面积2000平方米。
1956年新京承铁路开工后，铁路部门对既有锦承铁路进行改造，新建义县站站房若干和在站场西侧修建一个长2409米的灯泡线义县回转线，使得阜新至朝阳方向的列车，可以经由回转线调向而无需省去换挂。
2016年开始的锦承、新义铁路扩能改造工程规划义县站南移约500米，设计3台23线，而原站址及设施计划拆除并改建为城市道路。2018年5月26日，义县政协和人大在政府召开的座谈会中迎宾路直接延伸至铁路西，拆除现有的火车站站房的方案。2018年8月20日，义县站停办客运业务，部分列车客运业务转移至义县西站办理。由于改造后的锦承铁路和新义铁路间可通过使用新修建的三角线直通，义县回转线于8月24日被拆除。2018年9月，辽宁省锦州市义县火车站即将拆除的消息在网上引发热议。义县铁路建设工程领导小组办公室表示，由于义县新站尚未完工，老站房短时间内不会被拆除。2018年11月义县再次召开论证会，决定平移并保留义县老火车站。2019年10月，经过大约半个月的平移，义县老火车站移至原址东侧70米处。